# Crítica de la ciencia

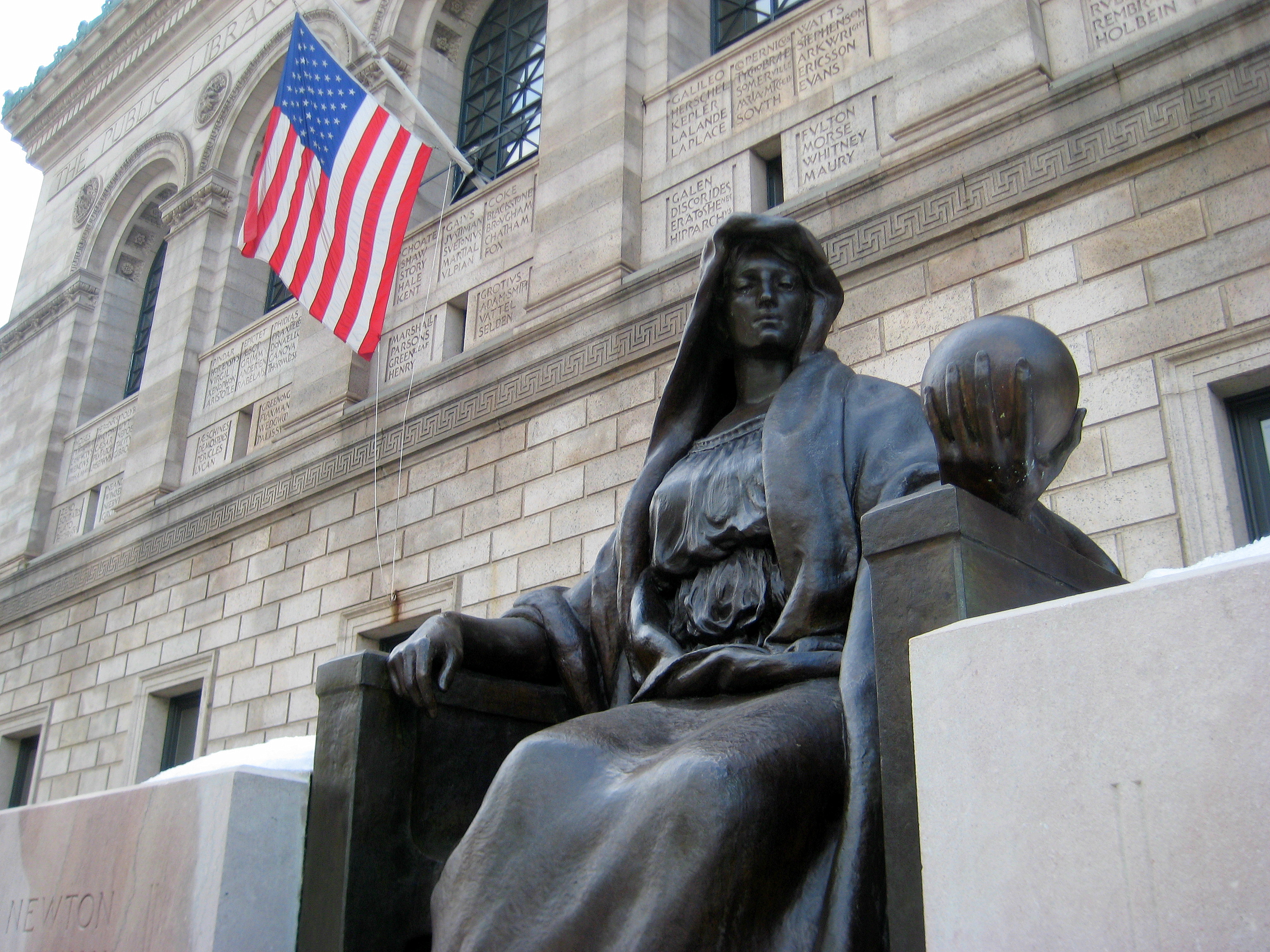
Personificación de "Ciencia" delante de la Biblioteca Pública de Boston

La crítica de la ciencia plantea los problemas que surgen en el ámbito científico, con el objetivo de hacer progresar la ciencia en su conjunto y  el papel que aborda la misma dentro de la sociedad. Las críticas surgen principalmente por parte de la filosofía, de algunos movimientos sociales (como el feminismo), y del interior de la ciencia misma.
El área ascendente de la denominada metaciencia pretende incrementar la calidad y la eficiencia de la investigación científica, mediante la mejora del desarrollo científico.

## Críticas filosóficas

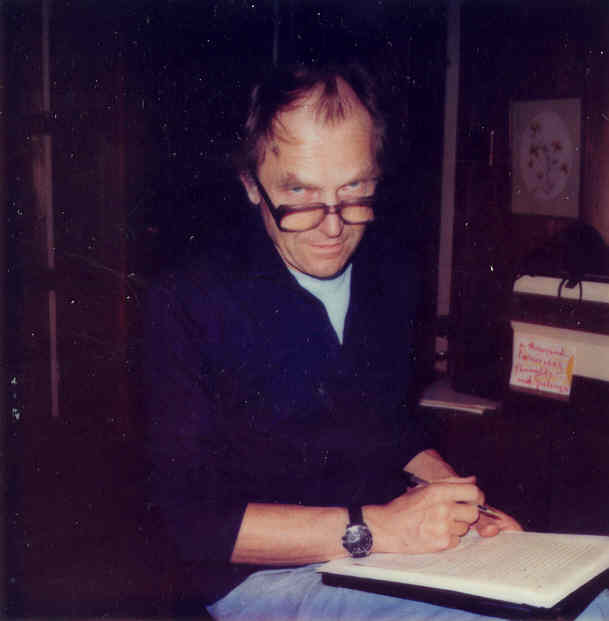
"Todas las metodologías, incluso las más obvias tienen sus límites." ―Paul Feyerabend en Contra el método

Paul Feyerabend, filósofo de la ciencia, desarrolló el concepto de anarquismo epistemológico, el cual sostiene que no existen reglas metodológicas útiles y sin excepciones que rijan el progreso científico o el crecimiento del conocimiento, y que la idea de que la ciencia puede o debe operar de acuerdo con lo universal y las reglas estipuladas resulta irreal, contraproducente y perjudicial para la ciencia misma. Feyerabend defiende el concepto de una sociedad democrática donde la ciencia es vista de la misma forma que otras ideologías o instituciones sociales, tales como la religión, la educación, o como la magia y la mitología, y además considera el predominio de la ciencia en la sociedad algo autoritario e injustificado.
También sostuvo (junto con Imre Lakatos) que el problema de la demarcación, de distinguir sobre bases objetivas "la ciencia" de la "pseudociencia", no es posible, y por ello resulta fatal para la noción de la ciencia funcionando de acuerdo a reglas fijas y universales.
Feyerabend también criticó a la ciencia por no tener evidencia de sus propias normas filosóficas, particularmente la noción de uniformidad de la ley y la uniformidad del proceso a través del tiempo y el espacio, como lo señaló Steven Jay Gould.
En palabras de Feyerabend: “Tenemos que comprender que una teoría unificada del mundo físico simplemente no existe”,

“Tenemos teorías que trabajan en regiones restringidas, tenemos intentos puramente formales para condensarlos en una sola fórmula, tenemos muchas afirmaciones infundadas (como la afirmación de que toda la química se puede reducir a la física), los fenómenos que no encajan en el esquema de referencia aceptado son omitidos; en física, la cual muchos científicos consideran como la única ciencia realmente básica, tenemos ahora mismo al menos tres puntos de vista diferentes…sin la promesa de unificación conceptual (y no solamente formal)”. (Feyerabend,1987)

En otras palabras, la ciencia está haciendo una "petición de principio" o sea 
“planteando la pregunta” solamente cuando supone que existe una verdad universal, pero sin prueba de ello, (razonamiento circular). 
El historiador Jacques Barzun cualificó la ciencia como “una fe tan fanática como cualquier otra en la historia” y advirtió acerca del uso del pensamiento científico para suprimir la importancia de significado como parte integral de la existencia humana.
El sociólogo Stanley Aronowitz examinó rebuscadamente la ciencia por operar con la conjetura de que las únicas críticas aceptables a la ciencia son aquellas realizadas dentro del marco metodológico que la ciencia se ha establecido. Esa ciencia insiste en que únicamente aquellos que han pasado a formar parte de su comunidad, mediante capacitación y credenciales otorgadas, están calificados para llevar a cabo esas críticas. Aronowitz también aduce que mientras los científicos consideran absurdo que el cristianismo fundamentalista use referencias bíblicas para justificar su afirmación de que la biblia es verdadera, los mismos científicos utilizan la misma táctica al utilizar las herramientas que obtienen de la ciencia para resolver disputas sobre su propia validez.
El filósofo de la religión Alan Watts criticó a la ciencia por operar bajo un modelo materialista del mundo que de acuerdo con él, es simplemente una versión modificada de la cosmovisión Abrahámica, que “el universo es construido y mantenido por un legislador” (comúnmente llamado Dios o el Logos).  Watts afirma que durante el auge del secularismo, entre los siglos XVIII y XX, cuando los filósofos científicos se deshicieron de la noción de legislador, mantuvieron la noción de ley, y que la idea de que el mundo es una máquina meramente material  dirigida por la ley es una conjetura, tan poco científica como las doctrinas religiosas que afirman que el mundo es una máquina meramente material hecha y dirigida por un legislador.
David Parkin comparó la postura epistemológica de la ciencia con la de la adivinación. Sugirió que, tal como la adivinación es un medio epistemológicamente específico para comprender una cuestión dada, la ciencia misma puede considerarse una forma de adivinación que se fundamenta desde una visión occidental de la naturaleza (y por ello sus posibles aplicaciones) del conocimiento.
El autor del discordianismo, Robert Anton Wilson,  enfatiza que los instrumentos utilizados en la investigación científica producen respuestas significativas, relevantes solo para el instrumento, y que no existe un punto de vista objetivo desde el cual la ciencia pueda justificar sus hallazgos, ya que todos los hallazgos son relativos desde el principio.

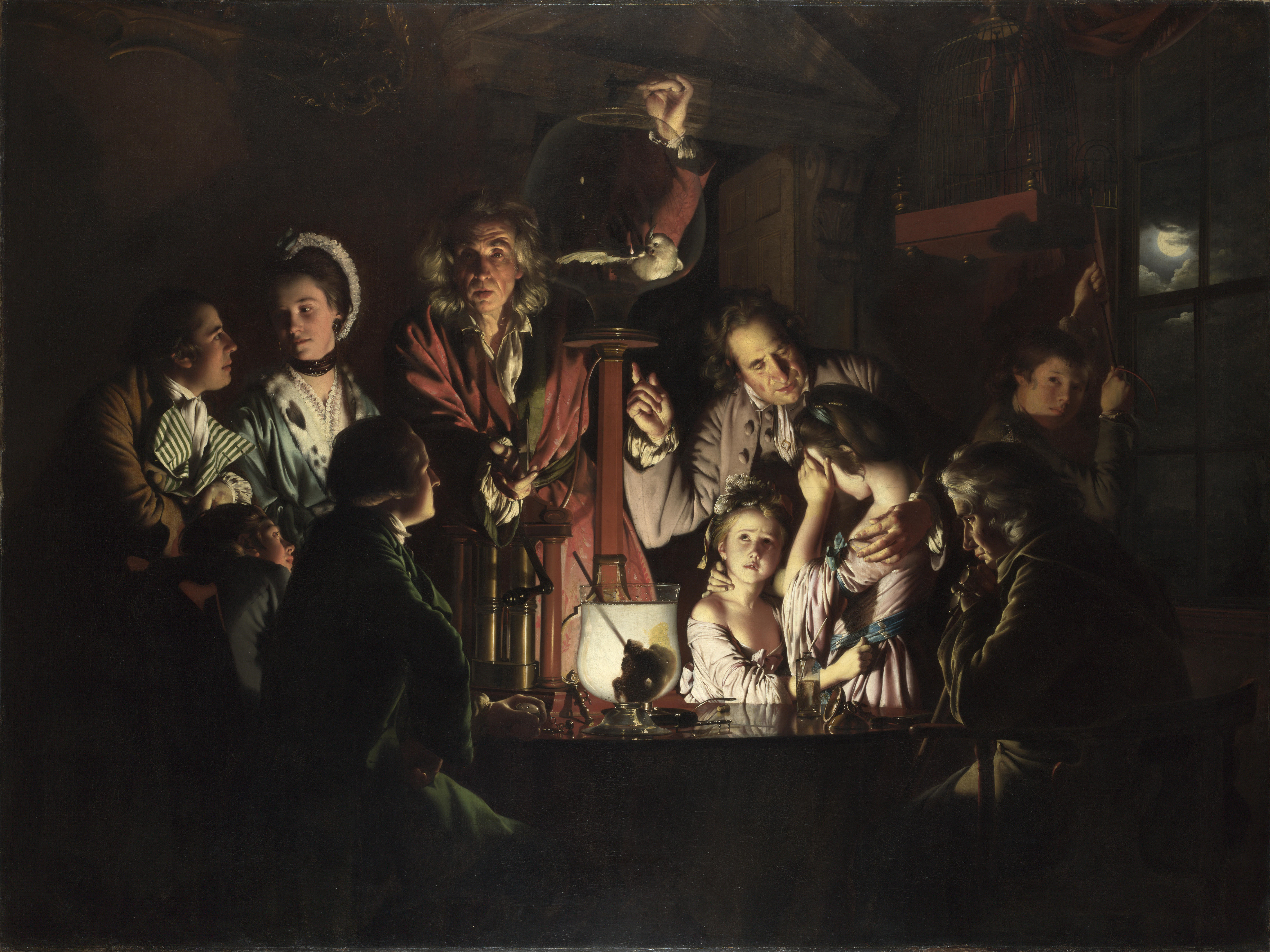
Joseph Wright de Derby (1768) Un Experimento en un Pájaro en una Bomba de Aire, Galería Nacional, Londres

Varios académicos han realizado críticas correspondientes a la ética en la ciencia. En Ciencia y Ética, por ejemplo, el profesor de filosofía Bernard Rollin analiza  la importancia de la ética en la ciencia, y argumenta a favor de que la educación en ética sea parte de la formación científica.
Los estudiosos de las ciencias sociales, como los antropólogos como Tim Ingold, y los estudiosos de la filosofía y las humanidades, como Adorno en teoría crítica, han criticado a la ciencia moderna por ceder ante  los intereses económicos y tecnológicos. Una crítica relacionada es el debate sobre el positivismo. Mientras que antes del siglo XIX se percibía que la ciencia estaba en oposición a la religión, en la sociedad contemporánea la ciencia a menudo se define como la antítesis de las humanidades y las artes.
Muchos pensadores recientes, como Carolyn Merchant, Theodor Adorno y E.F. Schumacher consideraron que la revolución científica del siglo XVII cambió la ciencia, desde un enfoque en la comprensión de la naturaleza o la sabiduría, hacia un enfoque en la manipulación de la naturaleza, es decir, el poder, y el énfasis de esa ciencia en manipular la naturaleza conduce inevitablemente a manipular a las personas también. El enfoque de la ciencia en medidas cuantitativas ha llevado a las críticas de que es incapaz de reconocer aspectos cualitativos importantes del mundo.

## Críticas dentro de la ciencia
Metaciencia es un término que se define como el uso de una metodología científica para estudiar a la ciencia misma, esto con el objetivo de aumentar la calidad de la investigación y reducir el desperdicio de la misma. La “metainvestigación” ha identificado debilidades metodológicas en diversas áreas de la ciencia. Algunos críticos argumentan que se necesitan reformas para abordar estas debilidades.

### Reproducibilidad
Las ciencias sociales y del comportamiento han padecido durante mucho tiempo el problema de que sus estudios no son en gran medida reproducibles. Hoy en día, ciencias como la biomedicina se han encontrado bajo presiones similares. En un fenómeno conocido como la crisis de replicación, hay una menor probabilidad de que  las revistas publiquen estudios de replicación directos, por lo que puede ser difícil refutar los resultados. Otro resultado del sesgo de publicación es el fenómeno Proteus: los primeros intentos de reproducir los resultados tienden a contradecirlos. Sin embargo, hay afirmaciones de que este sesgo puede ser beneficioso, lo que permite un metaanálisis preciso con menos publicaciones.

### Sesgos cognitivos y de publicación
Los críticos argumentan que el mayor sesgo dentro de la ciencia es el razonamiento motivado, por el cual los científicos tienen más probabilidades de aceptar evidencia que respalde su hipótesis y es más probable que examinen los hallazgos que no lo hacen. Los científicos no practican la inducción, sino que a menudo se introducen en la ciencia con ideas preconcebidas y a menudo, inconsciente o conscientemente, interpretan las observaciones para respaldar sus propias hipótesis a través del sesgo de confirmación. Por ejemplo, los científicos pueden volver a ejecutar prácticas cuando estas no respaldan una hipótesis, pero sin dudar utilizan los resultados del primer ensayo cuando estos respaldan su hipótesis. Frecuentemente se argumenta que si bien cada individuo tiene sesgos cognitivos, estos sesgos se corrigen cuando la evidencia científica converge. Sin embargo, los problemas sistemáticos que se dan en el sistema de publicación de revistas académicas a menudo pueden hacer más graves estos sesgos. Cuestiones como el sesgo de publicación, donde los estudios que presentan resultados no significativos tienen menos probabilidades de publicarse, y el sesgo de informe selectivo de resultados, donde es probable que solo se publiquen los resultados significativos que se encuentran en una variedad de resultados, son comunes en la literatura académica. Estos sesgos tienen implicaciones generalizadas, como la distorsión de los metanálisis, donde es probable que solo se incluyan los estudios que incluyen resultados positivos para la práctica. Los resultados estadísticos también se pueden manipular, por ejemplo, se puede utilizar un gran número de participantes y se pueden superar los ensayos para que la pequeña diferencia cause efectos significativos o se puedan cambiar los criterios de inclusión para incluir aquellos que tienen más probabilidades de responder a un determinado tratamiento. Ya sea que se lleven a cabo a propósito o no, todas estas cuestiones deben tenerse en cuenta dentro de la investigación científica, y no se debe suponer que las pruebas publicadas están fuera del ámbito del sesgo y el error; Hoy en día algunos críticos  afirman que muchos resultados en revistas científicas son falsos o exagerados.

## Críticas feministas
Las académicas feministas y las mujeres en el ámbito científico como Emily Martin, Evelyn Fox Keller, Ruth Hubbard, Londa Schiebinger y Bonnie Spanier han realizado críticas a la ciencia porque creen que se presenta como objetiva y neutral, e ignora su sesgo de género inherente. Afirman que existe un sesgo de género en el lenguaje y empleado en la práctica de la ciencia, así como este sesgo de género existe también en la apariencia esperada y la aceptación social de quienes pueden ser científicos dentro de la sociedad.
Sandra Harding dice que "las ideas morales y políticas del movimiento feminista han inspirado a los científicos sociales y biólogos a plantear preguntas críticas sobre las formas en que los investigadores tradicionales han definido el género, el sexo y las relaciones dentro y entre los mundos social y natural". Anne Fausto-Sterling es un destacado ejemplo de este tipo de trabajo feminista dentro de la ciencia biológica. Algunas feministas, como Ruth Hubbard y Evelyn Fox Keller, critican el discurso científico tradicional como un sesgo histórico hacia una perspectiva masculina. Una parte de la agenda de investigación feminista es la reconsideración de las formas en que se crean o refuerzan las desigualdades de poder en las instituciones científicas y académicas.
Otras académicas feministas, como Ann Hibner Koblitz,  Lenore Blum, Mary Gray, Mary Beth Ruskai,  y Pnina Abir-Am y Dorinda Outram,  han realizado críticas hacia algunas teorías de género-ciencia debido a que ignoran la naturaleza de la investigación científica y la tremenda variación en las experiencias de las mujeres en diferentes culturas y períodos históricos. Por ejemplo, la primera generación de mujeres que recibió títulos universitarios avanzados en Europa se dedicaron casi por completo a las ciencias naturales y la medicina, en parte porque esos campos en ese momento eran mucho más acogedores para las mujeres que el área de  las humanidades.  Koblitz y otras personas interesadas en aumentar el número de mujeres en la ciencia han expresado su preocupación por el hecho de que algunas de las declaraciones de los críticos feministas de la ciencia podrían desprestigiar esos esfuerzos. Keller declaró lo siguiente: 

“Tan seguro como la falta de autenticidad es el costo que sufre una mujer al unirse a los hombres en bromas misóginas, así es, igualmente, el costo que sufre una mujer que se identifica con una imagen del científico inspirada en el marido patriarcal. Solo si sufre una desidentificación radical de sí misma, puede compartir el placer masculino de dominar la naturaleza de la imagen de la mujer como pasiva, inerte y ciega”.
Evelyn Fox Keller

### Lenguaje en la ciencia
Emily Martin examina las metáforas utilizadas en la ciencia para reforzar su afirmación de que la ciencia respalda las ideas construidas socialmente sobre el género en lugar de las ideas objetivas de la naturaleza. En su estudio sobre el proceso de fertilización, Martin describe varios casos en los que la percepción sesgada por el género sesgó las descripciones de los procesos biológicos durante la fertilización e incluso obstaculizó la investigación. Ella afirma que las metáforas clásicas de la fuerte carrera del esperma dominante hacia un óvulo inactivo son productos de estereotipos de género en lugar de una representación fiel de la fertilización humana. La noción de que las mujeres son pasivas y los hombres activos son atributos de género socialmente construidos que, según Martin, los científicos han proyectado sobre los eventos de fertilización y oscurecen el hecho de que los huevos juegan un papel activo. Por ejemplo, ella escribió que "incluso después de haber revelado que el óvulo es un receptor de esperma químicamente activo, incluso después de discutir el papel del huevo en introducir el esperma, el equipo de investigación continuó durante otros tres años para desarrollar el papel del esperma activamente penetrando el huevo" Scott Gilbert, biólogo del desarrollo en Swarthmore College, apoya su postura: "si no tienes tal interpretación de la fertilización que te permita ver el óvulo como activo, no buscarás las moléculas que puedan probarlo. Simplemente no encontrarás actividades que no puedes visualizar”

## Medios y política
Los medios de comunicación se enfrentan a una serie de presiones, las cuales pueden evitar que se representen con precisión las afirmaciones científicas en competencia, en términos de su credibilidad dentro de la comunidad científica en su conjunto. Determinar cuánta relevancia dar a diferentes lados en un debate científico requiere una considerable experiencia en el tema de discusión. Pocos periodistas tienen un conocimiento científico real, e incluso superan a los periodistas que saben mucho acerca de ciertos temas científicos, pueden tener una pequeña noción sobre otros temas que de repente se les pide que cubran.
Existen muchos aspectos que dañan la relación de la ciencia con los medios, así como el uso de la ciencia y los argumentos científicos por parte de los políticos. Como una generalización muy amplia, muchos políticos buscan certezas y hechos, mientras que los científicos suelen ofrecer probabilidades y advertencias. Sin embargo, la capacidad de los políticos para ser escuchados en los medios de comunicación con frecuencia distorsiona la comprensión científica por parte del público. Ejemplos en Gran Bretaña incluyen la controversia sobre la inoculación de MMR y la renuncia forzada de 1988 de una ministra del gobierno, Edwina Currie, por revelar la alta probabilidad de que los huevos de la batería estuvieran contaminados con Salmonella.
Algunos científicos y filósofos sugieren que las teorías científicas están más o menos influenciadas por los modelos políticos, económicos o culturales dominantes de la época, a pesar de que la comunidad científica puede afirmar que está libre de influencias sociales y condiciones históricas. Por ejemplo, el zoólogo Piotr Kropotkin pensó que la teoría de la evolución darwiniana enfatizaba una forma de vida dolorosa "debemos luchar para sobrevivir", que según él estuvo influenciada por el capitalismo y los estilos de vida que la gente vivía en ella. Karl Marx también pensó que la ciencia fue impulsada en gran medida y utilizada como capital.
Robert Anton Wilson, Stanley Aronowitz y Paul Feyerabend pensaron que el complejo militar-industrial, las grandes corporaciones y las subvenciones que obtuvieron, tuvieron una inmensa influencia sobre la investigación e incluso sobre los resultados de los experimentos científicos. Aronowitz incluso fue tan lejos como para decir: "No importa que la comunidad científica ritualista niegue su alianza con el poder económico/industrial y militar. La evidencia es abrumadora de que tal es el caso, por lo tanto, cada potencia importante tiene una política científica nacional: el Ejército de los Estados Unidos asigna miles de millones cada año para investigación 'básica' y 'aplicada' ".